# Makoto Fujita (chimiste)
Makoto Fujita (藤田 誠, Fujita Makoto), né le 28 septembre 1957 est un chimiste japonais spécialisé dans la Chimie supramoléculaire.

## Biographie
Il est professeur au Département de chimie appliquée de l'Université de Tokyo. Il publie de nombreux articles sur l'assemblage multicomposant des grandes cages de coordination. Les composés conçus et préparés dans son groupe de recherche sont diversement décrits comme des récepteurs synthétiques tridimensionnels, des assemblages de coordination, des panneaux moléculaires, des flacons moléculaires, des éponges cristallines et des capsules de coordination,,.
Il partage le prix Wolf de chimie 2018 avec Omar M. Yaghi "pour avoir conçu des principes d'assemblage dirigés par des métaux conduisant à de grands complexes hautement poreux".